# Туманов, Константин Иванович
Константин Иванович Туманов (род. 15 сентября 1931 года, c.Богдановка Башмаковского района Средневолжского края (ныне – Пензенской области) — машинист экскаватора прииска «Комсомольский» объединения «Северовостокзолото» Министерства цветной металлургии СССР (Чаунский район Чукотского национального округа Магаданской области). Герой Социалистического Труда (30.03.1971).

## Биография
Родился 15 сентября 1931 года в селе Богдановка Башмаковского района Средневолжского края (ныне – Пензенской области) в семье крестьянина. Русский.
Работал газомерщиком на шахте в городе Копейск Челябинской области.
В 1956 году по комсомольскому призыву приехал на Чукотку (Чукотский национальный, ныне автономный округ), работал машинистом экскаватора на приисках «Красноармейский», «Комсомольский», «Ленинградский» объединения «Северовостокзолото».
Высококвалифицированный специалист, бригадир экскаваторной бригады. Являлся активным рационализатором – его предложения вели к экономии материально-технических средств и повышению производительности труда.
Указом Президиума Верховного Совета СССР от 30 марта 1971 года за выдающиеся успехи, достигнутые в развитии цветной металлургии, Туманову Константину Ивановичу присвоено звание Героя Социалистического Труда с вручением ордена Ленина и золотой медали «Серп и Молот»
В последующие годы до выхода на пенсию работал машинистом экскаватора на прииске имени Фрунзе Сусуманского горно-обогатительного комбината.
Избирался депутатом Магаданского областного Совета депутатов трудящихся, членом районного комитета КПСС, делегатом Х съезда профсоюза металлургов.
Жил в Липецкой области.

## Награды
- Золотая медаль «Серп и Молот»(30.03.1971)
- Орден Ленина (30.03.1971)
- Орден «Знак Почёта» (09.06.1961)
- Медаль «В ознаменование 100-летия со дня рождения Владимира Ильича Ленина»(6 апреля 1970)
- Медаль «За трудовое отличие»
- Медаль «Ветеран труда»